# Rezervația naturală Teiči
Rezervația naturală Teiči (în letonă Teiču dabas rezervāts) este o rezervație naturală situată în estul Letoniei, pe teritoriile comunelor Madona, Varakļāni și Krustpils.

## Istoric
Rezervația naturală a fost înființată în 1982 în scopul protejării mlaștinii Teiči, una dintre cele mai mari mlaștini de pe teritoriul Letoniei și chiar al țărilor baltice. Ea se întinde pe o suprafață de 19.779 hectarei (48.870 acri), din care 13.681 hectarei (33.810 acri) este acoperită de mlaștina Teiči. Optsprezece lacuri mici s-au format în această zonă umedă, iar pe unele porțiuni de sol uscat și mai înalt au apărut unele insule mici.
Pădurea ocupă aproximativ 3.729 hectarei (9.210 acri) din suprafața rezervației naturale. Rezervația naturală Teiči formează unul dintre cele mai mari ecosisteme de acest fel din zona baltică, iar mlaștina omonimă este una dintre cele mai mari mlaștini din țările baltice (chiar cea mai mare, potrivit informațiilor deținute de administrația comunei Madona).

## Geografie
Zona se bucură de un grad neobișnuit de mare de protecție, fiind o „rezervație naturală strictă”, așa cum este definită de autoritățile letone. Ea este una dintre cele patru rezervații naturale de acest rang din Letonia (dintr-un total de 683 de zone naturale protejate). Rezervațiile naturale stricte se caracterizează printr-o activitate umană redusă sau inexistentă și prin ecosisteme tipice sau rare. Mlaștina Teiči a fost desemnată ca sit protejat Ramsar în 1995, iar din anul 2004 face parte din rețeaua ecologică 2000 Natura a Uniunii Europene.
Fiind o rezervație naturală strictă, accesul în zonă este reglementat. Rezervația Teiči este împărțită în două părți: o zonă cu acces reglementat și o zonă cu acces restricționat. Accesul în zona cu acces restricționat este în mod normal interzis; pot fi efectuate aici doar vizite în scopuri științifice, care necesită un permis de acces de la autoritatea administrativă competentă. Accesul în zona cu acces reglementat este posibil într-o perioadă limitată a anului (1 iunie - 31 octombrie), cu condiția ca vizitatorii să fie însoțiți de un ghid autorizat de administrația rezervației. Există, de asemenea, un turn de observație accesibil fără ghid în porțiunea de rezervație situată pe teritoriul comunei Krustpils.

## Floră și faună
Rezervația găzduiește o serie de specii rare sau amenințate cu dispariția, inclusiv 38 de specii protejate de plante cu flori și ferigi și 24 de specii protejate de mușchi. Ea este, de asemenea, un habitat important pentru animale, inclusiv pentru nevertebrate. Aici cuibăresc numeroase specii atât de păsări migratoare, cât și de păsări sedentare. Majoritatea speciilor de păsări care trăiesc în zonele umede letone pot fi întâlnite aici, unele chiar în număr mare, ca de exemplu cocorii și gâștele sălbatice.
Pe una dintre insulele de pe teritoriul rezervației naturale, Siksala, trăiește un mic grup de credincioși de rit vechi (rascolnici). Credincioșii de rit vechi sunt etnici ruși, care au ajuns pe insula Siksala în secolul al XVII-lea pentru a scăpa de persecuțiile religioase din Rusia și care continuă să-și păstreze obiceiurile.